# الدولة الأيرلندية الحرة
الدولة الأيرلندية الحرة ((بالأيرلندية: Saorstát Éireann) [sˠi:ɾˠsˠˈt̪ˠa:t̪ˠ e:ɾʲən̪ˠ]) هي دولة تأسست في 6 كانون الأول 1922 على أساس المعاهدة الإنجليزية الأيرلندية وكانت دومينيون ضمن الكومنولث البريطاني حتى 29 كانون الأول 1937.
عندما تأسست الدولة الأيرلندية الحرة كانت ضم كل جزيرة أيرلندا، لكن أيرلندا الشمالية انسحب مباشرة بعد المعاهدة من هذه الدولة.
حلت الدولة الأيرلندية الحرة محل الجمهورية الأيرلندية (التي تأسست في 21 كانون الثاني 1919) والحكومة المؤقتة.
في 29 كانون الأول 1937، انتهت هذه الدولة بعد تصويت المواطنين على الدستور الجديد، وعلى أساس هذا الدستور تأسست الدولة الجديدة التي تسمى حاليا جمهورية أيرلندا.

## أعلام
- آرثر جونسون